# شهرستان فرخ‌شهر
شهرستان فرخ‌شهر یکی از شهرستان‌های استان چهارمحال و بختیاری ایران است. مرکز این شهرستان، شهر فرخ‌شهر است.
این شهرستان در تاریخ ۱۸ مرداد ۱۴۰۲ از شهرستان شهرکرد جدا شد و مستقل گردید.

## موقعیت جغرافیایی
شهرستان فرخ‌شهر از شمال شرقی با شهرستان لنجان استان اصفهان، از شمال غربی با شهرستان شهرکرد، از جنوب غربی با شهرستان کیار و از جنوب شرقی تا جنوب با شهرستان بروجن همسایه است.

## تقسیمات کشوری
شهرستان فرخ‌شهر دارای ۲ بخش، ۳ دهستان و ۱ شهر به شرح زیر است:
| بخش    | مرکز بخش        | جمعیت بخش ۱۳۹۵ | نام دهستان | مرکز دهستان     | جمعیت دهستان ۱۳۹۵ | شهر            | جمعیت شهر ۱۳۹۵ |
| ------ | --------------- | -------------- | ---------- | --------------- | ----------------- | -------------- | -------------- |
| مرکزی  | فرخ‌شهر          | ۳۲٬۷۱۸ نفر     | قهفرخ      | خیرآباد         | ۹۷۹ نفر           | فرخ‌شهر         | ۳۱٬۷۳۹ نفر     |
| دستگرد | دستگرد امامزاده | ۴٬۳۵۰ نفر      | دستگرد     | دستگرد امامزاده | ۲٬۸۱۰ نفر         | ************** | ************** |
| دستگرد | دستگرد امامزاده | ۴٬۳۵۰ نفر      | سورک       | سورک            | ۱٬۵۴۰ نفر         | ************** | ************** |

## جمعیت
بر پایه سرشماری عمومی نفوس و مسکن در سال ۱۳۹۵، جمعیت شهرستان فرخ‌شهر برابر با ۳۷٬۰۶۸ نفر بوده‌است.

## مشاهیر
- احمد خرم قهفرخی وزیر راه و ترابری دولت اصلاحات
- بهزاد رضوی قهفرخی استاد دانشگاه ایرانی-آمریکایی مهندسی برق دانشگاه یو سی ال ای
- فرهید همت‌زاده دستگردی (دستگرد امامزاده) استاد دانشگاه آدلاید
- پروفسور بیژن صدری زاده ایرانی پزشک و از چهره‌های ماندگار[۳]
- آیت‌الله محمد همتیان سورکی معاون تهذیب حوزه‌های علمیه کشور
- قاضی محمد شهریاری خیرآبادی معاون دادستان تهران و سرپرست دادسرای جنایی تهران بزرگ